# Americké námestie

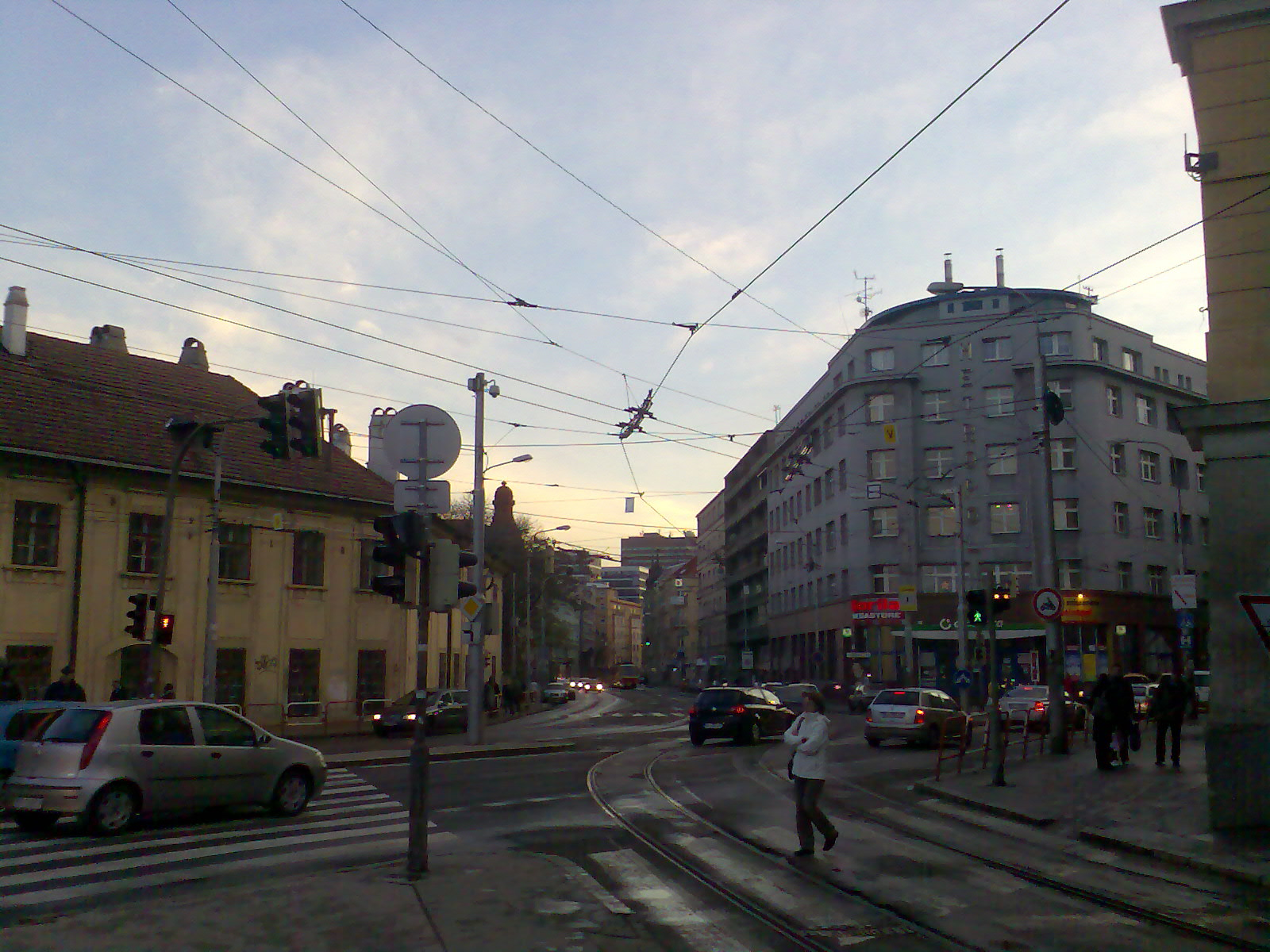
Americké námestie

Americké námestie (dawniej Endlicherova ulica, niem. Endlichergasse, węg. Endlicher-utca) – plac i węzeł komunikacyjny w Bratysławie. Położony na Starym Mieście i łączy ulice Špitálska, Mickiewiczova, Majková, Odborárske námestie i znajduje się w pobliżu Floriánske námestie.
Do najważniejszych obiektów należy narożny budynek, tzw. "Metropolka" komercyjny i mieszkaniowy blok Avion, Szpital Uniwersytecki i Wydział Lekarski, dziekanat, który znajduje się w letnim pałacu Aspremontov. Pośrodku placu znajduje się chroniony park.